# 東ノ川

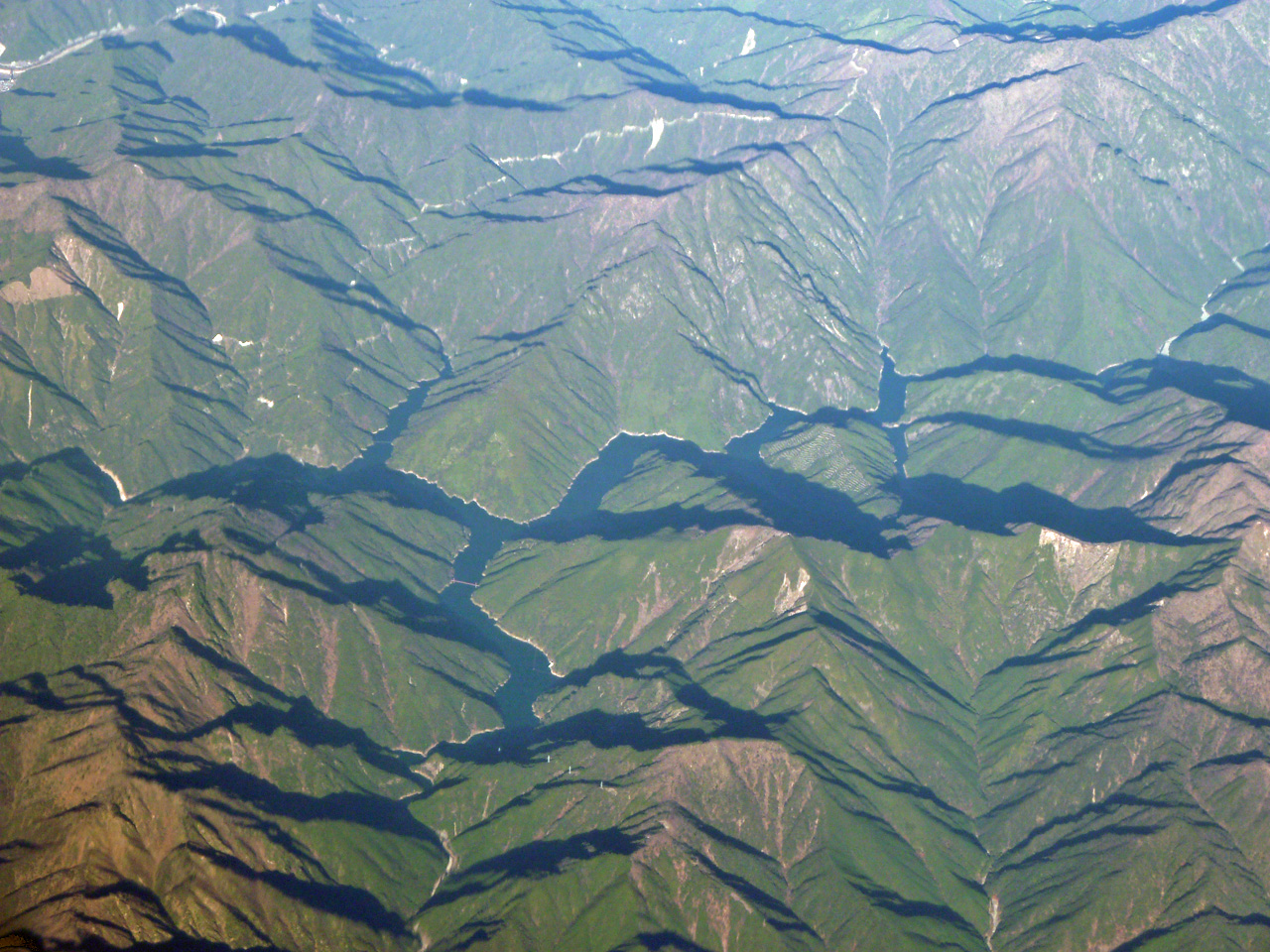
坂本貯水池 (画面右が上流北方向)

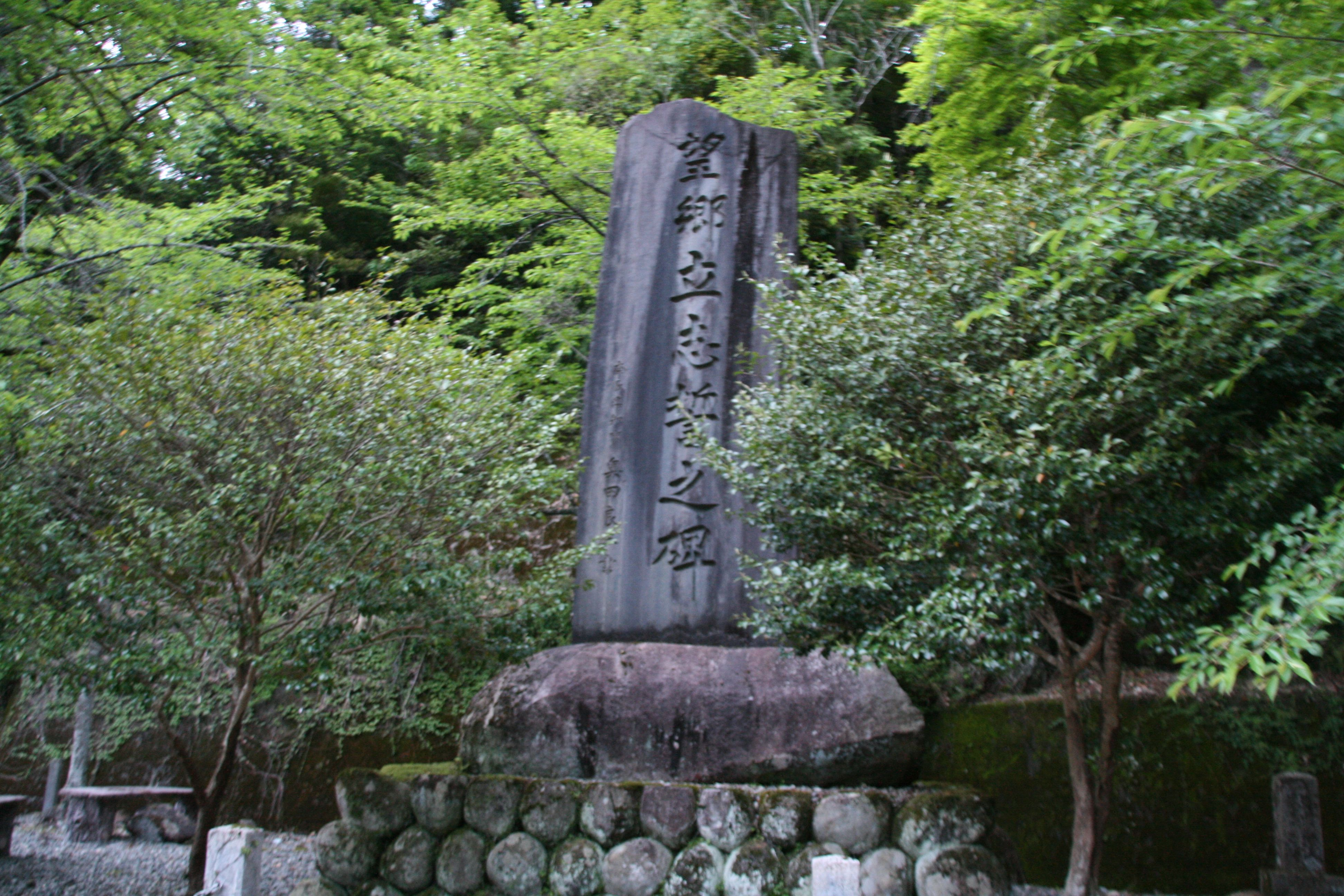
望郷立志誓之碑 (1969年建立)

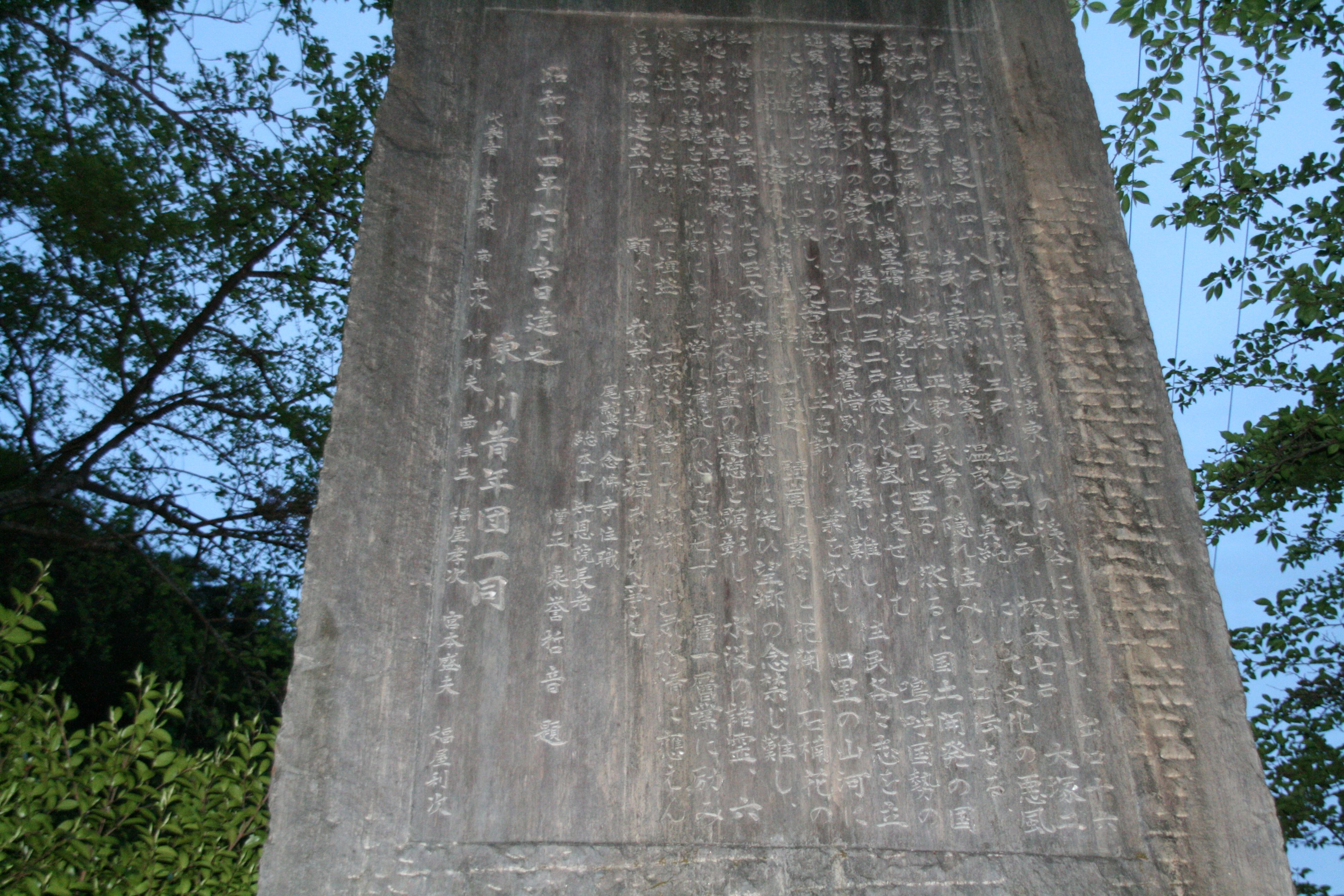
望郷立志誓之碑 (碑文)

東ノ川（ひがしのかわ）地区とは、新宮川水系北山川支流の東ノ川流域の称で、大台ヶ原山南麓に位置する。奈良県吉野郡上北山村に属し、東は三重県尾鷲市に隣接している。かつての集落はダム建設に伴って水没し、残留した住民はダム湖畔の代替地などに移転したがしだいに減り、無人となった集落に残っていた東の川簡易郵便局も2005年に廃止された。

## 概要
流域面積は約95km2で上北山村の南東部約3分の1に相当する。V字形の深い峡谷をなしており、北には大台ヶ原山がそばだち、それから延びる台高山脈の本脈支脈に四周を囲まれた閉鎖性の強い隔絶地である。
古くから一時的な来往はあったものの人が永住するようになったのは古文書から江戸時代初め頃と推測される。北山郷上組の小瀬村・栃本村・西野村（小瀬、栃本は合して後の上北山村小橡、西野は後の上北山村西原）などからの移住がありそれらの村の枝在となっていた。文政13年（1830年）以降親村からの独立を五條代官に再三上訴したが東ノ川村として独立することはなかった。
昭和30年（1955年）国勢調査では戸数91戸、人口375人。東ノ川の河岸に下流から大塚・坂本・出合・古川・宮ノ平・五味・出口という集落があった。昭和13年（1938年）頃以前は最上流に木組という集落もあった。行政上は上北山村の北山川本流域にある「白川」「小橡」「河合」「西原」の4大字に分属し飛地となっている地域もありそれらが複雑に分布しているが、地理的に一区域をなしている故、東ノ川区と称して4大字と同様に扱われ、中心地の宮ノ平には神社や小学校、中学校分校、簡易郵便局などの公共施設も設けられていた。

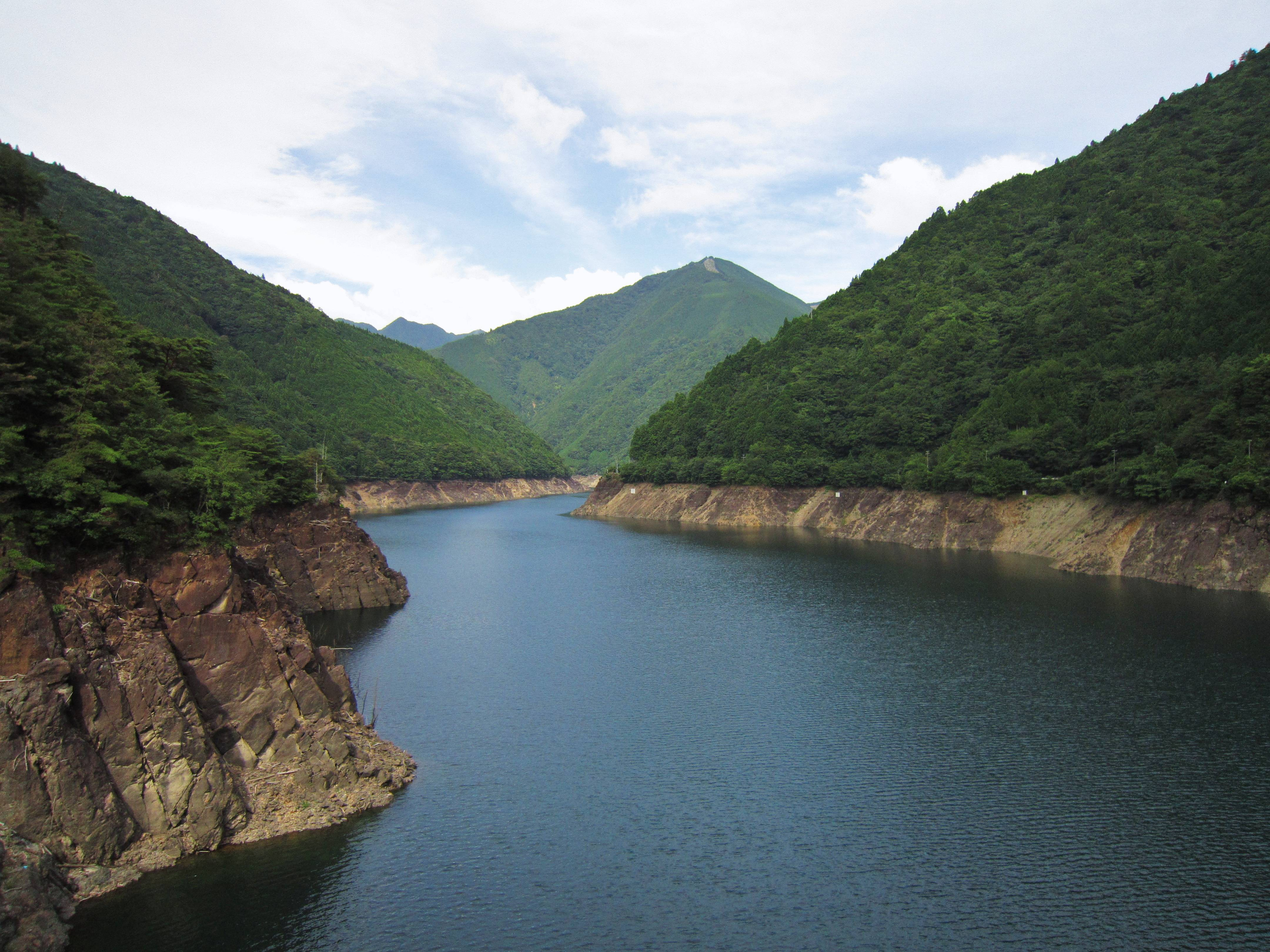
坂本ダムより上流を望む

熊野川電源開発計画により昭和36年（1961年）に坂本ダムが完成、細長い人造湖は約10km余上流の薬師温泉まで及び、坂本より上流の全集落が水没した。また下流の大塚も昭和40年（1965年）に北山川本流に完成した池原ダムにより水没し、東ノ川地区全集落が水没した。坂本ダム竣工前年の昭和35年（1960年）には東ノ川地区133世帯全人家の転住先が決定したが、新宅地の造築により東ノ川に残留するのは17%の23世帯に過ぎずこれらの人々も新宅地ができるまでは尾鷲方面などに一時転住していた。上北山村内への転出者は東ノ川残留も含めて32世帯23%であるのに対し尾鷲市への転出者は53世帯40%を占めた。

## 位置情報
- 北緯34度5分26秒 東経136度4分4.3秒 / 北緯34.09056度 東経136.067861度

この座標は現在の国道425号出合橋東詰、奈良県道228号東川河合線が分岐する地点に置いた。Mapionの地図を拡大すると東ノ川地区が北山川本流の地名である「白川」「小橡」「河合」「西原」に分割されている様子がよくわかる。
- 郵便番号 639-3705 奈良県吉野郡上北山村東ノ川[7]

行政区画上「東ノ川」という住所表記は存在しないが郵便番号が付定されている。

## 集落
ここでは水没前の集落について下流より順に述べる。
大塚
最も下流の東ノ川地区南西端にあり白川領に属する。V字形峡谷の間で東ノ川の大屈曲によりたまたま生じた円滑斜面の平地に集落が立地していた。これより下流は再び峡谷となり約5km下流の下北山村大瀬集落まで全く人家の発達を阻害している。伝説では平範経の臣大塚太郎左衛門重高というものがこの地に逃れ平家再興を企てたが死に子孫がこの地に住みついたのが「大塚」の起源といい、この平家の落人伝説に従えば東ノ川地区で最も古く発生した集落といえる。この集落のみが上流集落より少し遅れて池原ダムにより水没するため東ノ川地区住人の転出後も工事従業者子弟を対象に小・中学校は宮ノ平から臨時的にこの地に移転していた。なお大塚と坂本の途中にあるセビ谷にも人家1戸と製材所があった。
坂本
大塚より約4km上流、西流する東ノ川に北方から西ノ谷が合流する付近の集落。東ノ川南岸は河合領、北岸は小橡領に属する。北山川本流の河合方面からサンギリ峠を越え坂を下って東ノ川岸に達した所で「坂本」の地名もそれに因む。居住者の移動が激しく水没当時の住人も明治以降に来住した人々のみで構成されていたのは他の集落に見られない特徴であった。上流の全集落を水没させた坂本ダムは坂本集落の500m下流に建設された。
出合
南流してきた東ノ川が西方に曲がり南方から支流古川が合流する「出合」に発達した集落。行政上は古川により分けられた南西部が河合領飛地、南東部が白川領飛地、東ノ川北岸が小橡領と3大字に分属しており橋で結ばれていた。人家は河岸の平地の少ないところに建つため吉野建て（懸造（かけづくり））形式もみられ、平屋建てが多い地区の中で出合は例外的に2階建てが多かった。交通上の要地であるため活気を呈していた集落で、警備派出所もここに設置されていた。貨物輸送用の尾鷲索道の終点もあり盛んに利用されていたが、坂本ダム建設のため坂本尾鷲間に自動車道が開通すると索道は昭和34年（1959年）に廃止された。
古川
出合から支流古川渓谷を約2kmさかのぼった曲流による円滑斜面の平地両岸に耕地及び人家が立地する集落。北東右岸は白川領飛地、南西左岸は河合領飛地である。明治時代から茶畑も多く自家用のほか「古川茶」の名で尾鷲方面にも販売していた。
宮ノ平
出合の上流、東ノ川左岸（東岸）の比較的広い氾濫原に立地した集落。この平地の中央に宮頭神社が鎮座することから「宮ノ平」の地名が生じ、東ノ川地区の中心地として人家も多く集まっていた。宮ノ平は上宮ノ平（クルス）と下宮ノ平に分かれており、行政上は上宮ノ平と下宮ノ平の大部分が小橡領、下宮ノ平の南部の一部が西原領飛地となっている。割合平地がある上宮ノ平（クルス）には早くから小学校が設けられ戦後は中学校分校も設けられた。また簡易郵便局もここにあった。下宮ノ平は少し下流の左岸に宮ノ谷が合流する河岸平地に立地し東ノ川地区では最も人家が密集していた集落で、宮ノ谷横の山麓に森に囲まれて宮頭神社があり、主要道に沿う家並みには商店が多く賑わいをみせていた。一部宮ノ谷右岸（北岸）傾斜地にも数戸の人家が階段状に立地し、また東ノ川対岸（西岸）にも平地があり人家や畑があった。宮ノ平対岸では縄文土器の破片も発見されており、はるか古代にも人々の往来があったことがうかがえる。
五味
宮ノ平と出口の中間に位置し小橡領に属する。右岸を五味と称し1戸、左岸はウグイと称し1戸の計2戸であったが、ウグイに新たに山林労務者が住し3戸となっていた。
出口
水没当時は最北最上流にあった集落で東ノ川右岸（西岸）は小橡領、左岸（東岸）は西原領飛地に属する。右岸川沿いの細長い平地が集落の中心となり左岸はやや下流の東からイサイ谷が合流する付近に数軒の人家があった。宮ノ平とともに比較的早く江戸時代初期に開拓されたと思われ小中心地をなしていたが大正期以降は上流部集落の消滅と共に衰えていた。この集落は北山川本流の河合、小橡方面から荒川峠と出口峠を越え尾鷲方面に抜ける旧街道の中間に位置しており「出口」にあたるためこの地名になったと考えられる。
木組
出口集落より上流3km余で本流を離れ東方に木組谷を1km余上った同渓谷の北側南面の緩斜地に位する。海抜500m～560m付近、東ノ川底より約100m余の高所にある林隙集落。行政上は西原領飛地で西原方面から移った人々が起源となり最も古い奥谷家は13代前に来住したと伝わる。昭和6年（1931年）頃には8戸あったが極端に交通不便で生活環境に恵まれないため昭和13年（1938年）には全て転出するに至る。戦後一時旧家屋へ帰り住んだ人もあったが間もなく再び転出した。
大谷
出口より東ノ川本流4km余上流に一時的にできた林業関係の集落。最盛時の昭和15年（1940年）頃には6戸位あり山林労務者のための酒菓子商さえあったが作業が一段落つくと集落も消滅した。その他にも上流部には森林伐採や製材のため臨時に発生した集落があった。
薬師平（薬師温泉）
坂本ダム湖が上流で東ノ川の渓流となり現在の県道東川河合線の北端付近に薬師平という場所がある。このあたりには温泉が湧出していたといわれ小さな薬師堂があり近くには寺院があったとされる整地された一画がある。この堂に安置された薬師如来坐像の光背に寛政12年（1800年）の年記があり薬師如来像を再興（修復）したことが記され当時の住職の名も見える。つまり1800年当時は小さな堂ではなく住職の居る寺院があったことを証明している。寺院は明治になって廃絶したと考えられる。
その他
地理上は上北山村東ノ川地区の南東端、東ノ川の支流備後川上流に竹ノ平という孤立集落があり起源は明らかでないが江戸時代から居住者がいた。明治44年（1911年）測図の5万分の1の地図には人家数戸と水田を示す。交通経済等は南隣の三重県南牟婁郡飛鳥村（現・熊野市）との間にようやく行われ東ノ川地区とは全く隔絶していた。昭和2年（1927年）から昭和15年（1940年）にかけて大谷山国有林伐採が行われた際はその労務関係者が入山し集落の最盛時は7戸が常住していた。

### ダム建設後の集落

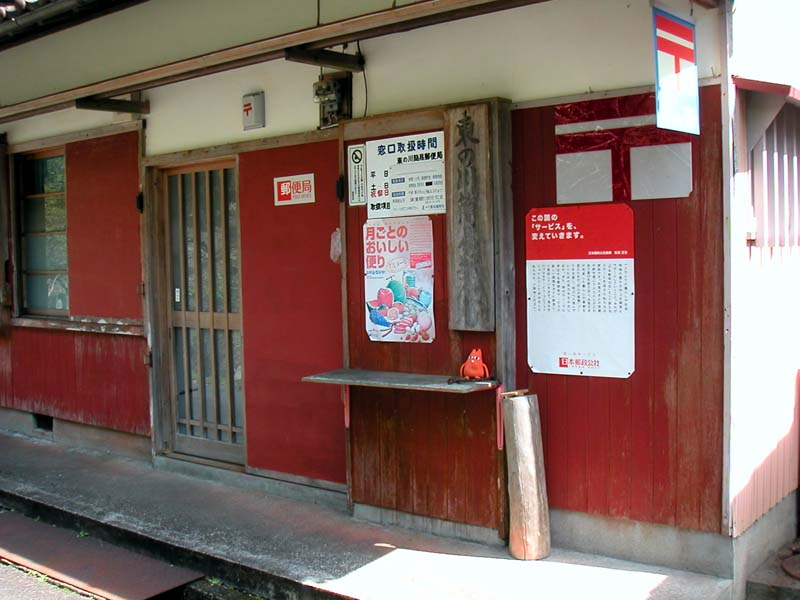
東の川簡易郵便局（2005年4月1日廃止）

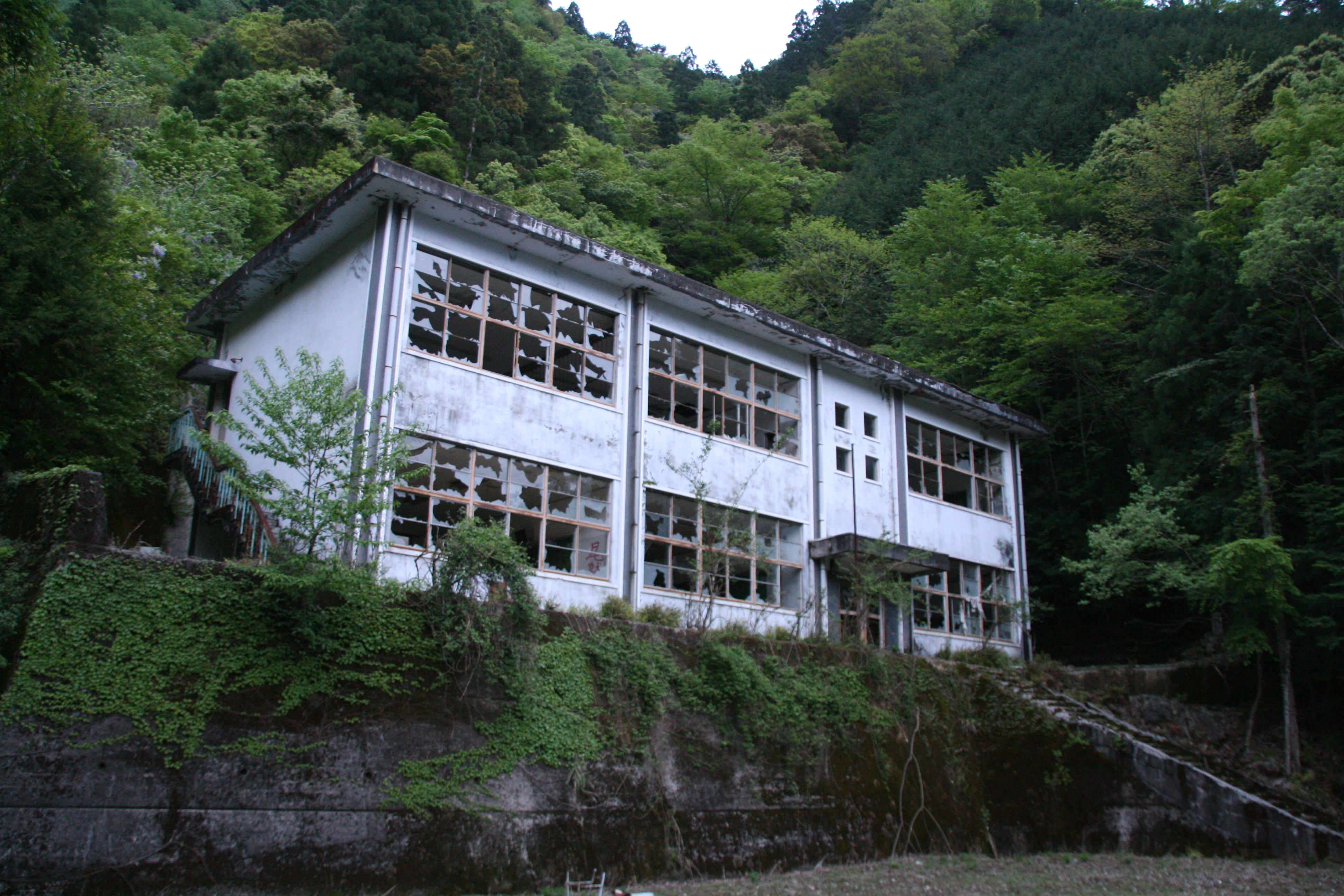
東ノ川小中学校（1969年休校、1998年廃校）

水没直前の昭和36年（1961年）8月現在、ダム及び林道建設事業関係の従業者以外で地区に居住するのは旧宮ノ平から上方にできた林道沿いに移った雑貨店、宮ノ平の新道の上方に残る養蜂家、尾鷲に通じる新道に沿う古川谷上流の名古瀬に古川から山林事務所とこれに勤める人家1戸が来住した計3戸のみ。移転後の旧人家の一部は工事従業者の宿舎となっていたが昭和36年6月の集中豪雨による出水でほとんどが流出。坂本ダムは同年末に完成し貯水。その後残留者の新居は宮ノ平上方に十数戸、新出口橋西詰付近に数戸造築される。

## 備考
畔田翠山の『和州吉野郡群山記』では和州吉野郡北山荘之記において次のように記されている。
現在北山川本流とする川を西川と記し、東川と西川が合流して北山川となるとしているが、東ノ川のほうを本流のように扱っている。

## 関連項目

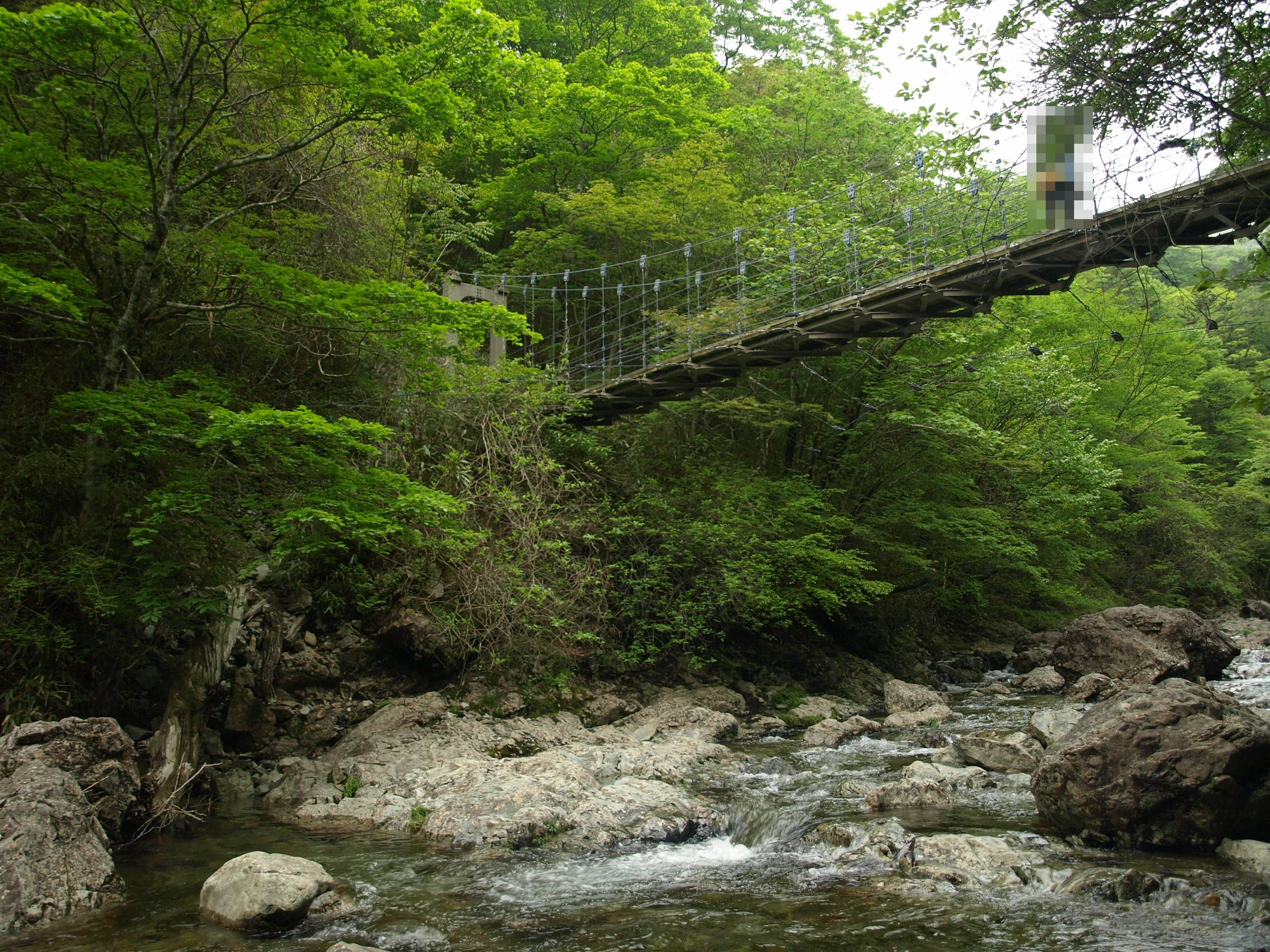
東ノ川最上流、大台ケ原シオカラ谷